# جامعة يلدرم بيازيد
جامعة يلدرم بيازيد (بالإنجليزية: Ankara Yıldırım Beyazıt University)‏ هي جامعة عامة تقع في عاصمة تركيا أنقرة، تأسست في 2010، في تركيا.
و تعد الجامعة أحد جامعات رابطة القوقاز الجامعية.

## الكليات
تضم الجامعة 12 كلية ومعهد واحد .و هم:
- كلية الطب.
- كلية الحقوق.
- كلية الانسانيات و العلوم الاجتماعية.
- كلية العلوم الاسلامية.
- كلية ادارة الاعمال.
- كلية الهندسة و العلوم الطبيعية.
- كلية الفنون الجميلة.
- كلية العلوم السياسية.
- كلية العمارة.
- كلية طب الاسنان.
- كلية علوم الطيران.
- معهد للموسيقا التركية.